# Ка-Фавретто
Ка-Фавретто (итал. Ca' Favretto) — дворец в Венеции, в районе Санта-Кроче, на Гранд-канале, расположенный рядом Ка-Корнер-делла-Реджина и Палаццо Корреджо. 

## История
Дворец построен в XIV веке в венецианско-византийском стиле. Принадлежал одному из старейших аристократических семейств Венеции — семейству Брагадин (Bragadin). В XIX веке в нём венецианский художник Джакомо Фавретто, в честь которого стали позднее называть дворец.